# 冨澤大智
冨澤 大智（とみざわ だいち、1997年10月3日 - ）は、日本の男性キックボクサー、総合格闘家。FIGHTER'S FLOW所属。栃木県宇都宮市出身。

## 来歴

### 生い立ち
父、兄に影響されて6歳から18歳まで野球を続ける。宇都宮市立鬼怒中学校から野球の特待生として文星芸大付属高校に入学し、プロ野球選手を目指していた。その後、消防署に消防士として務めていたが、2018年に強盗致傷の疑いで逮捕される。本人は冤罪を主張しており、揉め事を止めていただけであると話している。結果は不起訴となったが、実名報道されたことにより周囲からの目が厳しくなり、消防署を辞める。

### 格闘家として

#### K-1
21歳の時に格闘技を始め、2019年4月6日に『格闘代理戦争4thシーズン』（AbemaTV）に武尊率いる「TEAM武尊」の一員として出場。トーナメントの決勝戦では、ピーター・アーツ率いる「ピーターズ」のアミンと対戦し、ダウンを奪われた末のKO負け。その後、後続の選手たちが勝利し「TEAM武尊」は優勝した。
K-1ジム総本部に所属し、2020年1月19日に第32回K-1アマチュアチャレンジBクラストーナメント -60kgで優勝。アマチュアでは8戦6勝2敗の戦績を残した。
2021年10月2日、Krushでキックボクサーとしてプロデビュー。Krushではデビュー戦のKrush-EX 2021 vol.5で渚と、2022年1月28日のKrush.133で内田竜斗と対戦し2試合とも判定で勝利した。

#### BreakingDown
2022年11月3日に開催された「BreakingDown6」でBreakingDownに初出場。ヒロヤとMMAルールで対戦し、0-5の判定負け。
同年12月4日に開催された「BreakingDown6.5」でとしぞうと対戦し、3-0の判定勝ち。
2023年3月31日に開催された「BreakingDown7.5」でダンチメン・あつきと対戦し、3-0の判定勝ち。
同年5月21日に開催された「BreakingDown8」で戸塚悠人と対戦し、5-0の判定勝ち。
同年7月1日に開催された「BreakingDown8.5」で虎之介と対戦し、開始10秒で虎之介の大振りの右フックにカウンター気味の左テンカオを合わせ、KO勝利。
同年8月26日に開催された「BreakingDown9」で竜毅と対戦し、開始23秒で左ストレートによるKO勝利。
同年11月23日に開催された「BreakingDown10」のバンタム級王座決定トーナメント1回戦で虎之介と再戦。開始43秒でパンチのラッシュからのボディへの膝蹴りによるTKO勝ち。トーナメント準決勝に進出した。
2024年2月18日開催の「BreakingDown11」で行われたバンタム級トーナメント準決勝ではトーナメントの組み直しを要求し、煽り合いになっていた井原良太郎と準決勝で対戦することが決定していたが、篠塚戦の怪我により欠場した。
2024年6月2日、「BreakingDown12」のバンタム級タイトルマッチにて、挑戦者として王者・井原良太郎と対戦。延長の末、判定0-5で敗北。井原との試合で負けた場合には引退すると宣言していたことに加え、試合後に舞台裏で「終わったすね、俺の格闘技人生」などと漏らしていた。
タイトルマッチでの敗戦後、約2ヶ月に渡り音信不通状態となり、朝倉未来からの連絡にも応じていなかったが、同年8月に自身のYouTubeチャンネルで引退宣言を撤回する動画を公開し、消息不明状態であったことについて謝罪した。
「BreakingDown14」のオーディションで復帰し、「ご心配をおかけしました」「また頑張らせていただけたらうれしいです」などと話した。よーでぃー、よしきまるから対戦を望まれると乱闘に発展し、スパーリングでよーでぃーに勝利したよしきまるとの対戦が決まった。
2024年12月8日に開催された「BreakingDown14」では、よしきまると対戦。試合は延長の末、判定3-2で勝利。試合後のインタビューでは「ほんとつまんない試合だったけど、少しだけ報われた気がします。またちゃんと格闘家になれるように頑張ります」などと涙ながらに語った。
2025年3月2日に開催された「BreakingDown15」では、怪我から復帰したジョリーとバンタム級61.0kg以下MMAルールでの対戦が決定した。ジョリーとの対戦は『雷神番外地』でのKO勝利を見た朝倉未来から現場で直接依頼されたもの。試合は左膝蹴りがジョリーの顔面に直撃し、KO勝利。
なお、試合前日記者会見では、瓜田純士によるBreakingDown運営批判に同調して「最近のブレイキングダウンってクソつまんねー」「お笑い番組じゃん」などとBreakingDownを批判。BreakingDown公式YouTubeチャンネルが公開した動画では、以下のように語った。
ジョリーとの試合後にBreakingDownバンタム級王者の井原から挑戦の意思を確認されると「どっちでもいいよ」と返答。また、BreakingDown批判について井原から「ブレイキングダウン悪く言いやがって！」などと怒号を飛ばされていた。

#### RIZIN
2023年12月31日に開催された「RIZIN.45」でRIZINに初出場し、Krushフェザー級王者の篠塚辰樹と3分3ラウンド・キックボクシングルールで対戦。試合は1Rと3Rに1度ずつ、計2度のダウンを奪われて判定0-3で敗北。悔しさからリングで泣き崩れた。RIZIN出場にあたって記者会見では「BreakingDownからやってきた」「知名度で来たわけじゃない」「分からしてやりますよ」などと話し、篠塚は個別インタビューで「プロから逃げたヤツなんで。プロの厳しさを教えてやります」「普通だったら試合も組まれない」「BreakingDownで知名度だけあるので試合が組まれた」などと話していた。
2024年12月31日に開催された「RIZIN DECADE」で行われた、朝倉未来率いる「BreakingDown軍」と平本蓮率いる「BLACK ROSE軍」の対抗戦『雷神番外地』に「BreakingDown軍」の選手として出場。これはもともと出場が検討されていた井原良太郎、ジョリーが怪我で欠場となったことによるもの。試合は三浦孝太とMMAルールで対戦し、1ラウンド1分53秒に左膝でKO勝利。試合後のマイクで「RIZINのフライ級でMMAに挑戦したい」と語った。
2025年5月4日に開催された「RIZIN男祭り」に出場し、山本アーセンと対戦。2ラウンド目にリアネイキッドチョークを極められてタップし、一本負け。3月26日に行われた会見ではBreakingDownに出ていたことから色物扱いされることが多いとし、「俺は色物じゃね～よ！ 格闘家やってんだよ！」と話していた。

## 戦績

### プロ総合格闘技
| 総合格闘技 戦績 | 総合格闘技 戦績 | 総合格闘技 戦績 | 総合格闘技 戦績 | 総合格闘技 戦績 | 総合格闘技 戦績 | 総合格闘技 戦績 |
| --------------- | --------------- | --------------- | --------------- | --------------- | --------------- | --------------- |
| 2 試合          | (T)KO           | 一本            | 判定            | その他          | 引き分け        | 無効試合        |
| 1 勝            | 1               | 0               | 0               | 0               | 0               | 0               |
| 1 敗            | 0               | 1               | 0               | 0               | 0               | 0               |

| 勝敗 | 対戦相手     | 試合結果                       | 大会名       | 開催年月日     |
|      | 平本丈       | 試合前                         | RIZIN.51     | 2025年9月28日  |
| ×    | 山本アーセン | 2R 1:24 リアネイキッドチョーク | RIZIN男祭り  | 2025年5月4日   |
| ○    | 三浦孝太     | 1R 1:53 KO（左膝蹴り）         | RIZIN DECADE | 2024年12月31日 |

### プロキックボクシング
| キックボクシング 戦績 | キックボクシング 戦績 | キックボクシング 戦績 | キックボクシング 戦績 | キックボクシング 戦績 | キックボクシング 戦績 | キックボクシング 戦績 |
| --------------------- | --------------------- | --------------------- | --------------------- | --------------------- | --------------------- | --------------------- |
| 3 試合                | (T)KO                 | 判定                  | その他                | 引き分け              | 無効試合              |                       |
| 2 勝                  | 0                     | 2                     | 0                     | 0                     | 0                     |                       |
| 1 敗                  | 0                     | 1                     | 0                     | 0                     | 0                     |                       |

| 勝敗 | 対戦相手 | 試合結果       | 大会名              | 開催年月日     |
| ×    | 篠塚辰樹 | 3R終了 判定0-3 | RIZIN.45            | 2023年12月31日 |
| ○    | 内田竜斗 | 3R終了 判定3-0 | Krush.133           | 2022年1月28日  |
| ○    | 渚       | 3R終了 判定3-0 | Krush-EX 2021 vol.5 | 2021年10月2日  |

### アマチュアキックボクシング
| 勝敗 | 対戦相手               | 試合結果                        | 大会名                                                                                                 | 開催年月日     |
| ○    | よしきまる             | 1分1R+延長1R終了 判定3-2        | BreakingDown14                                                                                         | 2024年12月8日  |
| ×    | 井原良太郎             | 1分1R+延長1R 判定0-5            | BreakingDown12 【BreakingDownバンタム級タイトルマッチ】                                                | 2024年6月2日   |
| ○    | 虎之介                 | 1R 0:43 TKO（ボディへの膝蹴り） | BreakingDown10 【BreakingDownバンタム級王座決定トーナメント1回戦】                                     | 2023年11月23日 |
| ○    | 竜毅                   | 1R 0:23 KO（左ストレート）      | BreakingDown9                                                                                          | 2023年8月26日  |
| ○    | 虎之介                 | 1R 0:10 KO（ボディへの膝蹴り）  | BreakingDown8.5                                                                                        | 2023年7月1日   |
| ○    | 戸塚悠人               | 1分1R終了 判定5-0               | BreakingDown8                                                                                          | 2023年5月21日  |
| ○    | ダンチメン・あつき     | 1分1R終了 判定3-0               | BreakingDown7.5                                                                                        | 2023年3月31日  |
| ○    | としぞう               | 1分1R終了 判定3-0               | BreakingDown6.5                                                                                        | 2022年12月4日  |
| ×    | 寺島想                 | TKO                             | 第9回K-1アマチュア全日本大会～アマチュア日本一決定オープントーナメント＆ワンマッチ～                   | 2020年3月15日  |
| ○    | 小島大輝               | 判定3-0                         | 第32回K-1アマチュア～全日本大会・東日本予選トーナメント〜 【チャレンジBクラストーナメント-60kg決勝】   | 2020年1月19日  |
| ○    | 赤塚秀佑               | KO                              | 第32回K-1アマチュア～全日本大会・東日本予選トーナメント〜 【チャレンジBクラストーナメント-60kg準決勝】 | 2020年1月19日  |
| ○    | 川瀬拓斗               | 延長判定3-0                     | 第32回K-1アマチュア～全日本大会・東日本予選トーナメント〜 【チャレンジBクラストーナメント-60kg1回戦】  | 2020年1月19日  |
| ○    | 鴨野勝                 | 判定3-0                         | 第30回K-1アマチュア ～全日本大会・東日本予選トーナメント＆ワンマッチ～                                 | 2019年11月3日  |
| ×    | アミン・エル・アッサリ | KO                              | 格闘代理戦争 【4th Season 決勝】                                                                       | 2019年4月6日   |

### アマチュア総合格闘技
| 勝敗 | 対戦相手 | 試合結果               | 大会名         | 開催年月日    |
| ○    | ジョリー | 1R 0:38 KO（左膝蹴り） | BreakingDown15 | 2025年3月2日  |
| ×    | ヒロヤ   | 1分1R終了 判定0-5      | BreakingDown6  | 2022年11月3日 |

## 獲得タイトル
- 第32回K-1アマチュア K-1チャレンジ（一般）Bクラストーナメント -60kg優勝（2020年）[7]

### 試合映像
1. ↑  『【試合映像】Full Fight | 篠塚辰樹 vs. 冨澤大智 / Tatsuki Shinotsuka vs. Daichi Tomizawa - RIZIN.45』RIZIN公式YouTubeチャンネル、2023年。
2. ↑  『【Special Ring Side】会場リングサイド目線で見る「篠塚辰樹 vs. 冨澤大智」 RIZIN.45 （公式会場映像）』RIZIN公式YouTubeチャンネル、2023年。

### 補足映像
1. ↑  『【番組】RIZIN CONFESSIONS #142（※番組内で試合映像＆バックステージ。篠塚辰樹と冨澤大智による試合振り返りドキュメンタリー番組）』RIZIN公式YouTubeチャンネル、2023年。